# Усовы
Усовы — дворянский род.
При подаче документов для внесения рода в Бархатную книгу, были поданы две родословные росписи Усовых: Никитой (03 августа 1686) и Дмитрием (1686) Усовыми, а также приложены челобитные (не сохранились).
Род внесён в VI часть родословных книг Московской и Санкт-Петербургской губерний (Гербовник, V, 40).

## Происхождение и история рода
Род происходит, по сказаниям старинных родословцев, от выехавшего (1447) из Литвы (Польши) к великому князю Василию II Васильевичу Лаврентия Уса, прародители которого служили в Польше в знатном шляхетстве
Тимофей Иванович Усов был воеводой на Волоке (1615—1619), а потом московским ловчим. Андрей Васильевич Усов при Михаиле Фёдоровиче воевода в Себеже, Нарымске, Путивле и Пелыме, а Семён Васильевич Усов, стольник — воевода в Лебедяни (1620). Никита Лаврентьевич Усов воевода в Воронеже (1694).

## Описание герба
В зелёном поле горизонтально означены три золотые стрелы, летящие в правую сторону.
На щите дворянский коронованный шлем. Нашлемник: между двумя распростертыми крыльями золотая стрела, острием обращенная вверх. Намёт на щите зелёный, подложенный золотом.

## Известные представители
- Усов Андрей Васильевич — московский дворянин (1627-1640), постригся в монахи.
- Усов Алексей Тимофеевич — можайский городовой дворянин (1629).
- Усов Григорий Иванович — московский дворянин (1629-1640), умер (1642).
- Усовы: Семён Васильевич и Иван Тимофеевич — московские дворяне (1636-1668).
- Усовы: Дементий Федосеевич, Дементий Васильевич, Андрей и Иван Меньшой Ивановичи — стряпчие (1692).
- Усовы: Юрий Григорьевич, Лаврентий Григорьевич, Иван и Дмитрий Ивановичи, Андрей Тимофеевич — московские дворяне (1678-1692).
- Усовы: Никита и Иван Лаврентьевичи — стольники (1676-1692).
- Усов — поручик Семёновского полка погиб в битве при Аустерлице (20 ноября 1805).
- Усов — поручик гренадёрского графа Аракчеева полка, погиб в бою при Лубине и окрестностях (07 августа 1812), имя его занесено на стену храма Христа Спасителя в г. Москва[4].
- Михаил Александрович Усов (1829—1904) — русский контр-адмирал, герой Севастопольской обороны.
- Сергей Алексеевич Усов (1827—1886) — русский зоолог, археолог, искусствовед.
- Степан Михайлович Усов (1796—1859) — писатель[5][6].
- Павел Степанович Усов (1828—1888) — публицист, сын С. М. Усова . Образование получил в Санкт-Петербургском университете по факультету естественных наук (1849). Диссертация его о «Метаморфических горных породах» в том же году была напечатана в «Горном Журнале». Состоял преподавателем естественных наук в Николаевском сиротском институте. С 1849 г. Усов был постоянным сотрудником «Северной Пчелы», вскоре сделался помощником редактора её, а в 1860 г. купил право собственности на газету, которую преобразовал по образцу больших иностранных газет. С 1864 г., когда издание «Северной Пчелы» прекратилось, Усов участвовал в «Сыне Отечества» редактора Старчевского и «Биржевых Ведомостях» редактора К. В. Трубникова, состоял в то же время корреспондентом «Московских Ведомостей» (1872—1875). С 1872 г. Усов был главным руководителем «Международного телеграфного агентства» и с 1872—1877 г. издавал газету «Биржа»; в 1875—1877 г. издавал газету «Биржа»; в 1875—1877 г. был ответственным редактором «Санкт-Петербургских Ведомостей». Сотрудничал также в «Новом Времени», «Московском Листке» и «Историческом Вестнике», где, между прочим, поместил интересные «Воспоминания» (1882—1884)[7].
- Пётр Степанович Усов (1832—1897) — инженер путей сообщения, брат предыдущего. Последние 27 лет жизни был инспектором водопроводов и освещения при Санкт-Петербургском градоначальстве. В начале 1860 гг. Усов издал «Курс строительного искусства», в своё время имевший большое значение, как единственное крупное руководство на русском языке. Курс до сих пор ещё не потерял значения. Кроме того, Усов напечатал много переводных и компилятивных сочинений по разным отраслям техники. Из них важнейшие: «Паровая механика» Вейсбаха (в сотрудничестве с другими), «Справочная книжка для инженеров и архитекторов» (Санкт-Петербург, 1884); «Асфальтовые работы» (Санкт-Петербург, 1886) и др.[8]